# Nordfriedhof (München)

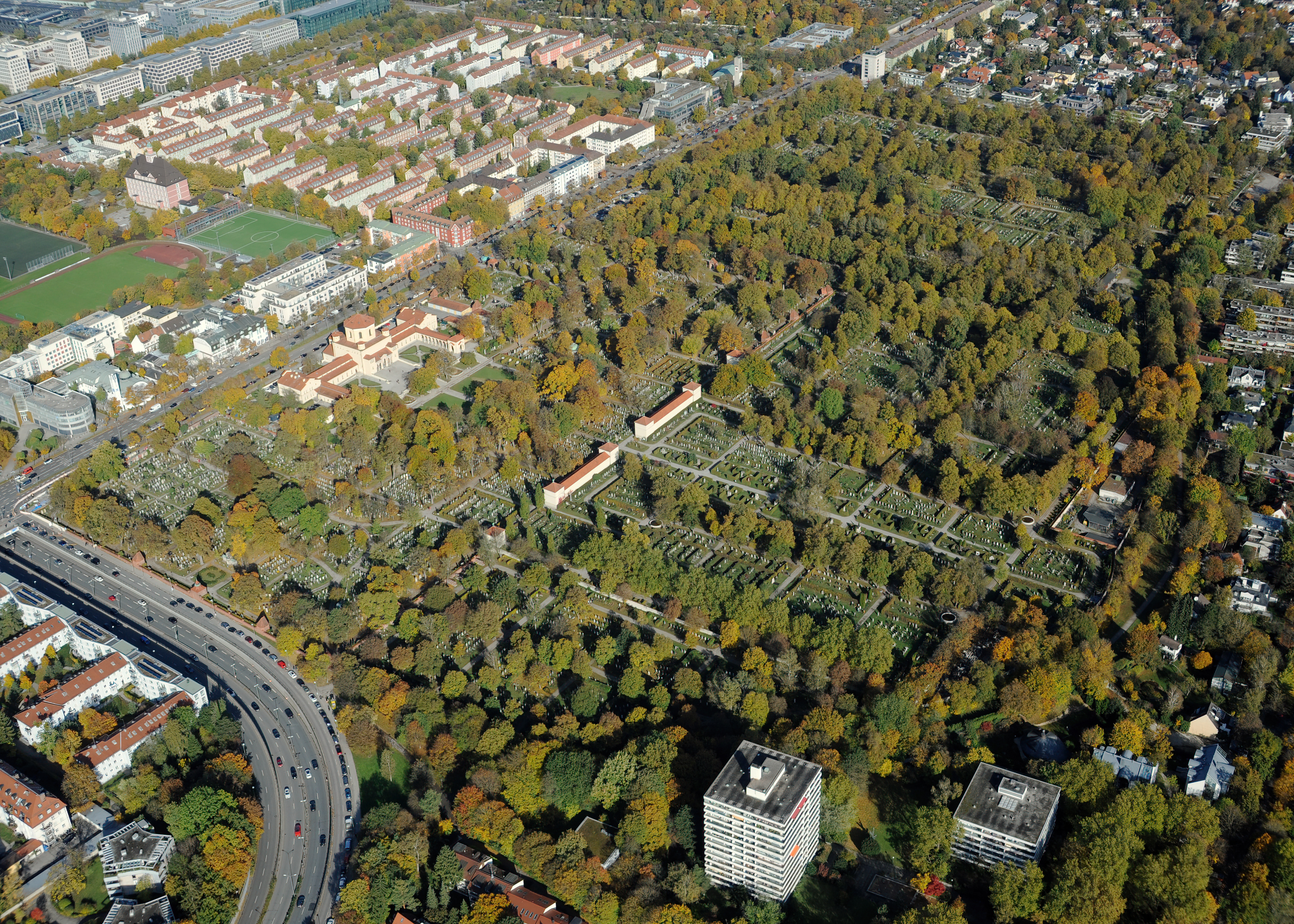
Der Nordfriedhof von Süden aus der Luft gesehen

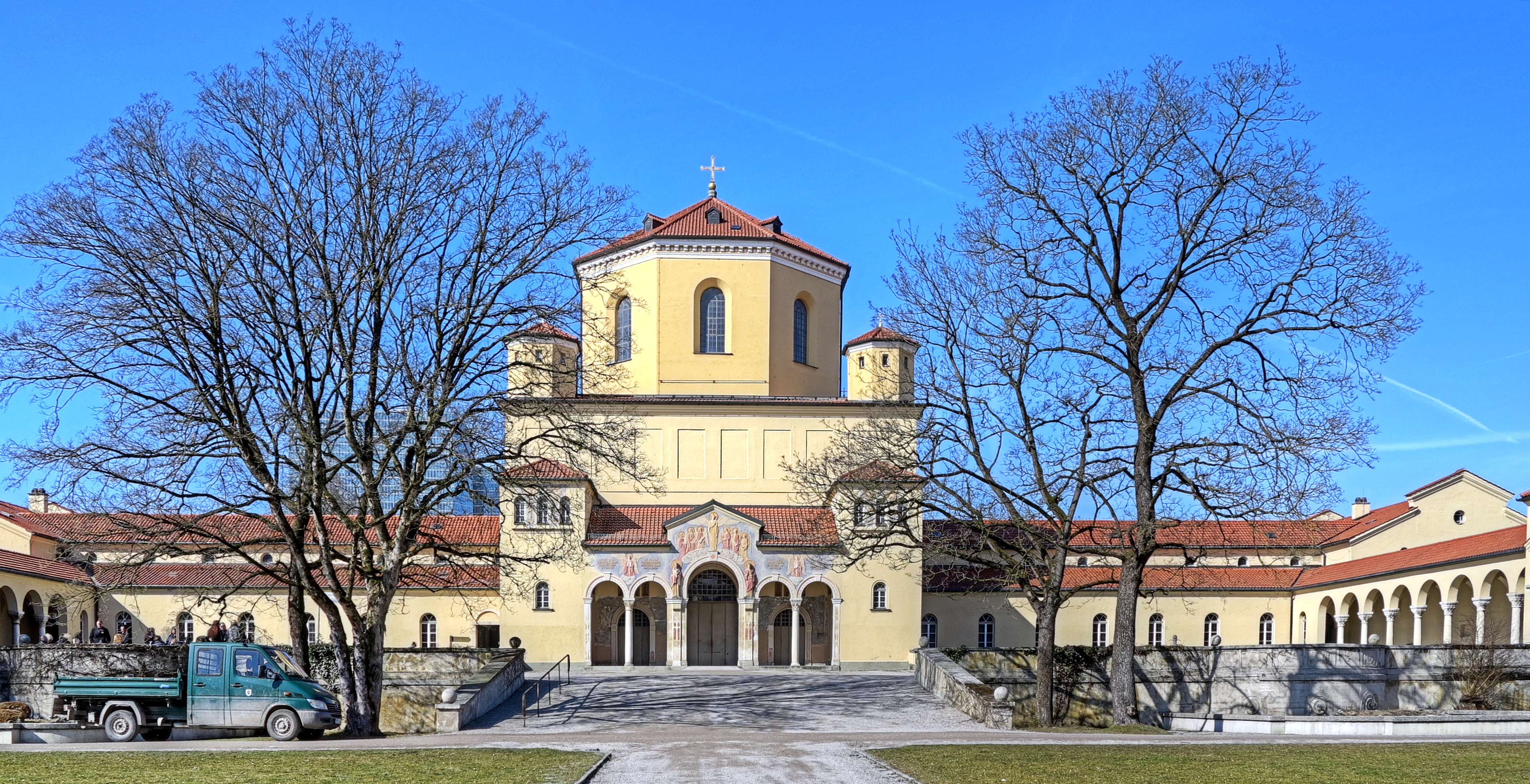
Aussegnungshalle (Mitte), Leichenhalle (links, 2012)

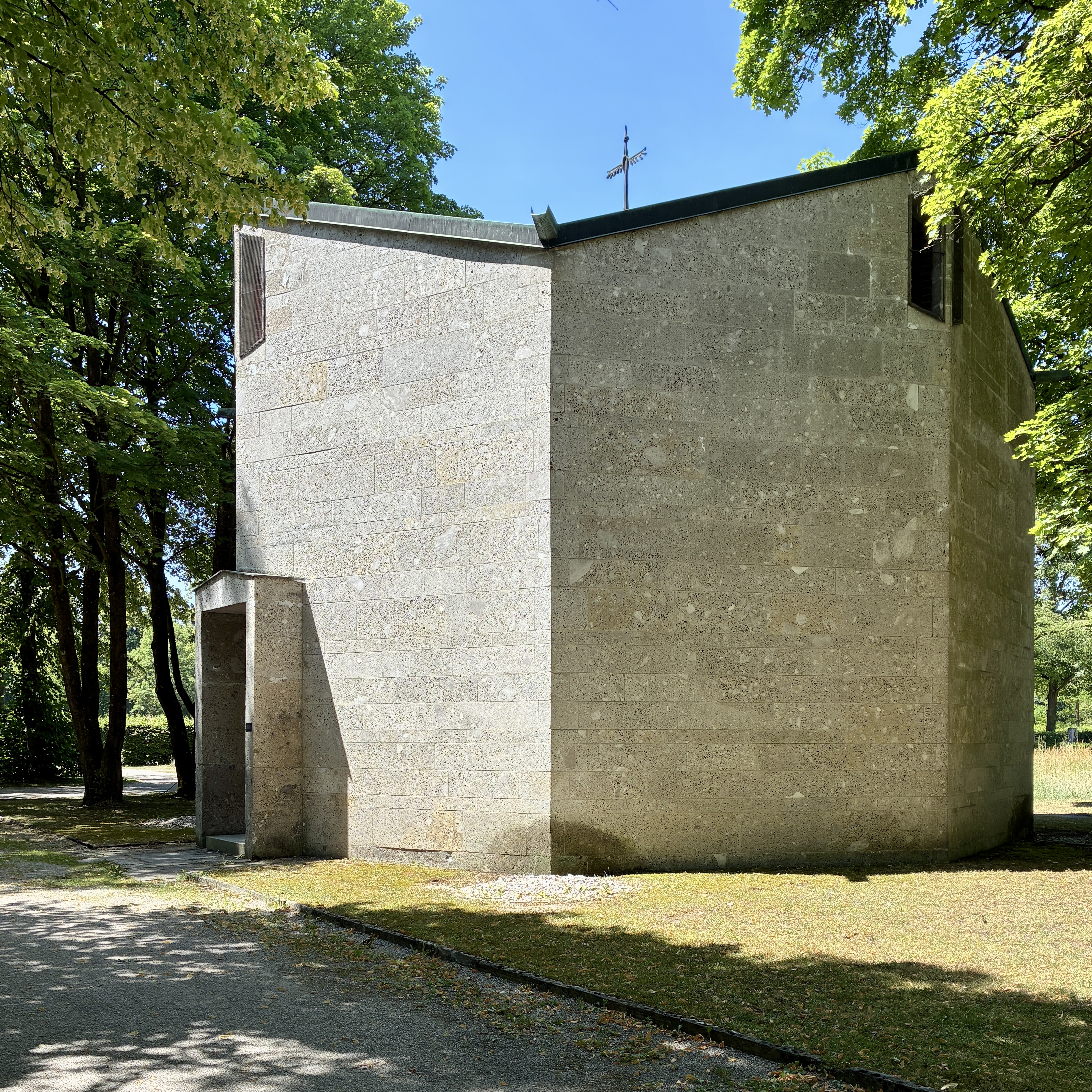
Urnenhalle von Eugen Jacoby

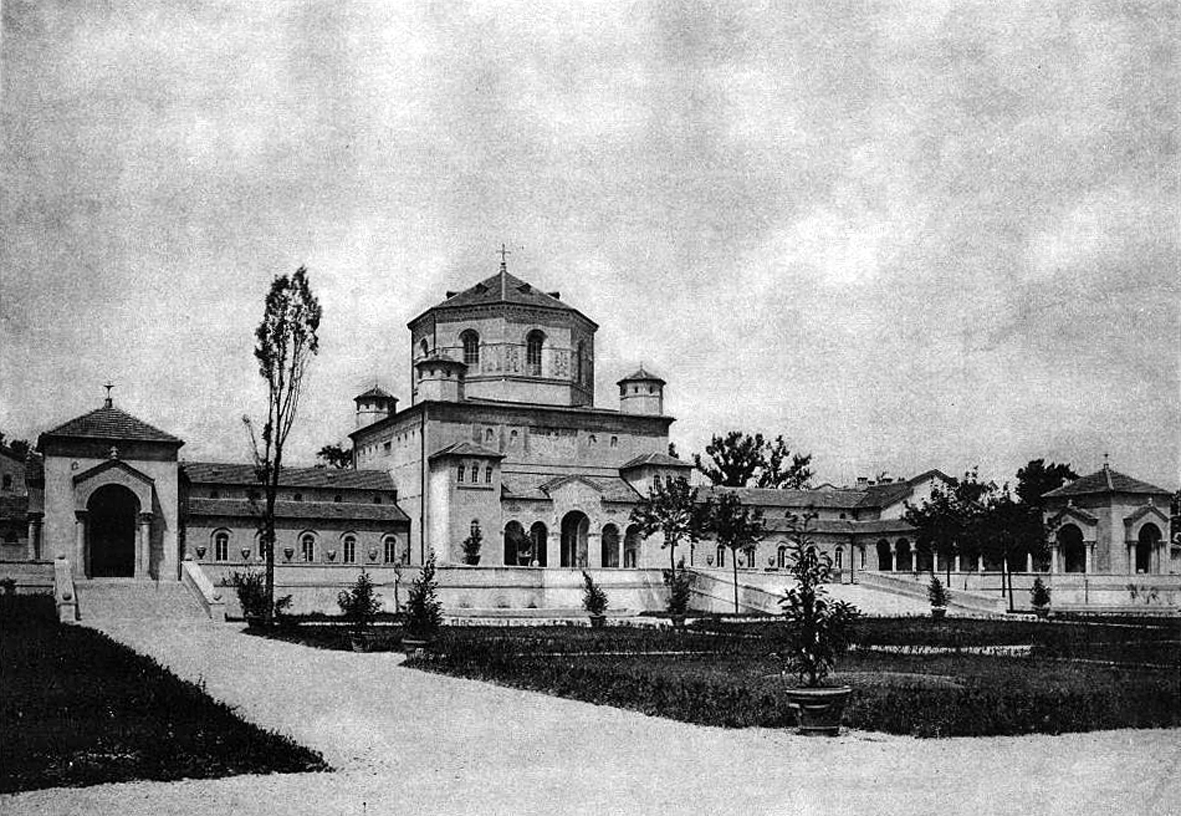
Gesamtansicht des Friedhofsgebäudes (Leichenhauses) gegen das Gräberfeld (1901)

Der Nordfriedhof ist mit rund 32.700 Grabplätzen einer der Großfriedhöfe der Stadt München. Er liegt an der Ungererstraße im Stadtteil Schwabing-Freimann. Der Friedhof wurde 1884 von der damaligen Gemeinde Schwabing errichtet. Nicht zu verwechseln ist der Friedhof mit dem Alten Nordfriedhof in München, der nur kurze Zeit davor auf dem damaligen Münchner Stadtgebiet entstand.
Es gibt auch eine Station der U-Bahn München mit dem Namen Nordfriedhof, weshalb auch das umliegende Gebiet von der Bevölkerung Nordfriedhof genannt wird.
Der Friedhof hat eine Aussegnungshalle, eine Leichenhalle und eine Mauereinfriedung, die zwischen 1896 und 1899 vom Stadtbaurat Hans Grässel entworfen wurden. 1962 kam noch eine Urnenhalle hinzu, die von dem 1963 verstorbenen Leiter des Münchener Grabmalamts und Architekten Eugen Jacoby geplant wurde.
Die Aussegnungshalle ist in Thomas Manns Novelle Der Tod in Venedig beschrieben, wenn auch leicht verändert. Der Anblick löst beim Protagonisten Todesahnung aus. Als er in dieser Stimmung einen „Fremden“ in Reisekleidung vor dem Portal der Halle sieht, stellt sich bei ihm „Reiselust“ ein, „wahrhaft als Anfall auftretend und ins Leidenschaftliche, ja bis zur Sinnestäuschung gesteigert“.

## Rekonstruktion der Sphingen und der Westfassade
Vor dem Eingang der Aussegnungshalle befanden sich bis Ende der 1950er Jahre zwei Sphingen, die Thomas Mann zu Beginn seiner Novelle Der Tod in Venedig als „apokalyptische Tiere“ beschrieb. Im November 2018 beschloss der Stadtrat auf Antrag des CSU-Stadtratsmitglieds Ulrike Grimm, die beiden Skulpturen zu rekonstruieren und anlässlich des 200-jährigen Jubiläums der Friedhofsverwaltung im Jahr 2019 wiederaufzustellen. Die Nachbildung der ersten Sphinx erfolgte durch den Landesinnungsverband der Steinmetze in Zusammenarbeit mit der Meisterschule für Steinmetze München.
Ein Massengrab für 2099 Opfer (159 Unbekannte) des Bombenkriegs wurde 1950 zum Ehrenhain für Luftkriegsopfer umgestaltet. Der Ehrenhain umfasst 1940 Einzelgräber und ein Sammelgrab. Das Mahnmal stammt von Hans Wimmer.
Im Dezember 2018 forderten die Freien Wähler, darüber hinaus auch die Reliefs und Inschriften an der Fassade sowie die Malereien in der Kuppel wiederherzustellen. Der Literaturwissenschaftler Dirk Heißerer bezeichnete das Rekonstruktionsvorhaben als „ein religions- und kulturgeschichtliches Projekt von kaum zu überschätzender Bedeutung“. Im Juni 2019 stellte die Stadtverwaltung die Rekonstruktion der Westfassade in Aussicht.
Am 11. Juli 2019 wurde die erste der beiden rekonstruierten Sphingen der Öffentlichkeit übergeben. Der originalgroße Rekonstruktionsentwurf stammt von der Münchner Steinbildhauerin Barbara Oppenrieder, die Ausführung verantwortete der Steinbildhauer und Steinrestaurator Wolfgang Gottschalk. Die Ausführung der Arbeiten oblag neben Oppenrieder und Gottschalk vor allem den Meisterschülern der Fachschule für Steintechnik/Meisterschule für das Steinmetz- und Steinbildhauerhandwerk.
Die zweite Sphinx ist 2020 für 43.000 Euro (laut Stadtverwaltung) rekonstruiert worden.

## Gräber
Auswahl von auf dem Münchner Nordfriedhof bestatteter Persönlichkeiten (Sortierung Nachname alphabetisch)
Liste auf dem Münchner Nordfriedhof bestatteter Persönlichkeiten
A
- Peter Paul Althaus, (1892–1965), deutscher Schriftsteller und Kabarettist, Grabnr. 025-4-2
- Herb Andress, (1935–2004), Schauspieler
- Karl-Ernst Apfelbacher, (1940–2015), Fundamentaltheologe, Pfarrer
- Annette von Aretin, (1920–2006), erste Fernsehansagerin des Bayerischen Rundfunks, Grabnr. 057-U3-5
- August Arnold, (1898–1983), Filmregisseur, Filmproduzent, Filmtechnologie-Entwickler, Grabnr. 26-4-5
- Karl Arnold, (1883–1953), Künstler, Karikaturist, Grabnr. Mauer links, 164-166
- Philip Arp, (1929–1987), Schauspieler, Kabarettist, Autor und Theater-Regisseur

B
- Klaus Backmund, (1929–2020), Bildhauer
- Fritz Baer, (1850–1919), Maler, Grabnr. 120-1-47
- Gert Bastian, (1923–1992), Brigadegeneral, Symbolfigur der Friedensbewegung, Grabnr. Mauer links, 271
- Andreas Bauriedl, (1879–1923), Kaufmann, Teilnehmer am Hitlerputsch, Grabnr. 121-2-23
- Liesel Beckmann, (1914–1965), Betriebswirtin, Hochschullehrerin
- Fritz Benscher, (1904–1970), Schauspieler und Quizmaster, Grabnr. Urnenhalle Süd 406
- Otto Bezold, (1899–1984), Politiker, Grabnr. Mauer rechts, 241
- Alexander Bilabel, (1856–1935), Richter, Präsident des Oberlandesgerichts Zweibrücken
- Karl von Birkmeyer, (1847–1920), Rechtswissenschaftler, Grabnr. Mauer rechts, 87
- Theodor Bitterauf, (1877–1925), Historiker und Hochschullehrer
- Inge Brandenburg, (1929–1999), Jazzsängerin
- Beppo Brem, (1906–1990), Schauspieler, Grabnr. 125-1-33
- Georg Britting, (1891–1964), Schriftsteller, Grabnr. 097-U-410
- Friedrich Bruckmann, (1814–1898), Verleger, Grabnr. Mauer rechts, 130
- Christine Buchegger, (1942–2014), Schauspielerin, Grabnr. 119-7-0023

C
D
- Franz Jakob von Defregger, (1835–1921), Maler, Grabnr. 051-14-1
- Marya Delvard, (1874–1965), Chansonnière und Schauspielerin
- Eduard Dietl, (1890–1944), Generaloberst
- Hans Dölle, (1893–1980), Rechtswissenschaftler
- Theodor Dombart, (1884–1969), Architekt, Heimatforscher und Hochschullehrer, Grabnr. 057-2-8/9
- Sammy Drechsel, (1925–1986), Kabarettist, Grabnr. Mauer rechts, 244

E
- Constanze Engelbrecht, (1950–2000), Schauspielerin, Grabnr. 98-11-15
- Alois von Erhardt, (1831–1888), Politiker, Grabnr. Nord-Arkaden 4

F
- Franz Fackler, (1895–1963), Gewerkschafter, Widerstandskämpfer gegen den Nationalsozialismus, Grabnr. 011-2-2
- Karl von Fasbender, (1852–1933), General, Grabnr. 050-01-9/10
- Theodore Feucht, (1867–1944), Maler
- Anton Fingerle, (1912–1976), Münchner Stadtschulrat, Grabnr. 136-A-88
- Josef Flossmann, (1862–1914), Bildhauer
- Leonhard Frank, (1882–1961), Schriftsteller, Grabnr. 078-9-5
- Hermann Frieb, (1909–1943), Volkswirt, Mitglied der Widerstandsgruppe „Neu Beginnen“

G
- Viktor Gluth, (1852–1917), Komponist, Grabnr. 098-1-1/2
- Joachim Gnilka, (1928–2018), Theologe
- Marie Amelie von Godin, (1882–1956), Schriftstellerin, Frauenrechtlerin und Albanologin
- Sophia Goudstikker, (1865–1924), Frauenrechtlerin, Fotografin, Schauspielerin, Grabnr. aufgelassen
- Günter Freiherr von Gravenreuth, (1948–2010), Rechtsanwalt

H
- Erika Hanfstaengl, (1912–2003), Kunsthistorikerin
- Robert Hartig, (1839–1901), Forstwissenschaftler, Grabnr. 052-6-2
- Klaus Havenstein, (1922–1998), Schauspieler, Kabarettist, Hörspiel- und Synchronsprecher, Grabnr. 119-1-30
- Johannes Heesters, (1903–2011), Schauspieler, Sänger, Grabnr. 56-1-1
- Robert Heger, (1886–1978), Dirigent, Komponist und Hochschullehrer, Grabnr. Mauer links, 277
- Trude Hesterberg, (1892–1967), Bühnen- und Filmschauspielerin, Kabarettistin, Chansonsängerin, Grabnr. 97-U-197
- Lorenz Hiltner, (1862–1923), Agrarwissenschaftler, Grabnr. Mauer rechts, 361
- Heinrich Hoffmann, (1885–1957), Fotograf
- Jürgen von Hollander, (1923–1985), Schriftsteller und Journalist, Grabnr. 095-5-14
- Fritz Hommel, (1854–1936), Orientalist, Grabnr. 057-2-8/9
- Kurt Horwitz, (1897–1974), Schauspieler, Regisseur, Intendant am Bayerischen Staatsschauspiel, Grabnr. 094-2-15

I
- Peter Igelhoff, (1904–1978), Schlager- und Jazzkomponist und Musiker, Grabnr. 60-U-15

J
K
- Alexander Kaempfe, (1930–1988), Übersetzer, Journalist und Schriftsteller, Grabnr. Grabstätte aufgelöst
- Gustav von Kahr, (1862–1934), Jurist, Politiker, bayerischer Ministerpräsident, Grabnr. Mauer links, 306-307
- Joachim Kaiser, (1928–2017), Journalist, Hochschullehrer
- Günther Kaufmann, (1947–2012), Schauspieler, Grabnr. Urnengrab A
- Max Kemmerich, (1876–1932), Schriftsteller, Grabnr. 76-12-21
- Eduard von Keyserling, (1855–1918), Schriftsteller, Grabnr. 024-4-1
- Karl Knappe, (1884–1970), Bildhauer, Grabnr. 057-1-11
- Kathi Kobus, (1854–1929), Münchner Gastronomin, Grabnr. 079-5-7
- Wolfgang Koeppen, (1906–1996), Schriftsteller, Grabnr. 118-2-1
- Oskar Körner, (1875–1923), Kaufmann, Politiker
- Irene Koss, (1928–1996), Schauspielerin, erste Fernsehansagerin Deutschlands
- Otto Kurth, (1912–1996), Schauspieler und Regisseur

L
- Inge Latz, (1929–1994), Komponistin und Musikheilerin
- Hermann Lenz, (1913–1998), Schriftsteller, Grabnr. Mauer links, 101
- Theodor Lipps, (1851–1914), Philosoph und Psychologe, Grabnr. Mauer rechts, 169
- Max Littmann, (1862–1931), Architekt, Grabnr. Mauer links, 317-320
- Franz von Löher, (1818–1892), Rechtshistoriker und Politiker, Grabnr. Mauer rechts, 90/91
- Georg Lohmeier, (1926–2015), Schriftsteller, Dramatiker, Regisseur und Schauspieler, Grabnr. 095-11-37a/b
- Eugen von Lommel, (1837–1899), Physiker, Grabnr. Mauer rechts, 172
- Elena Luber, (1914–1982), Schauspielerin

M
- Ernst Mach, (1838–1916), Physiker, Sinnesphysiologe, Philosoph und Wissenschaftstheoretiker, Grabnr. 94 (Gedenkstele)
- Georg Marischka, (1922–1999), Regisseur, Grabnr. 115-Urnengrab 2-18
- Walter Meckauer, (1889–1966), Schriftsteller, Grabnr. 183-1-1
- Alois Mitterwieser, (1876–1943), Historiker, Grabnr. 134-1-100

N
- Anton Neuhäusler, (1919–1997), Mundartdichter

O
- Karl Oppenrieder, (1923–2017), Steinmetz und Bildhauer
- Sebastian Osterrieder, (1864–1932), Bildhauer, Entwickler der Weihnachtskrippen-Kultur

P
- Peter Pasetti, (1916–1996), Schauspieler, Grabnr. 114-1-36
- Wilhelm Freiherr von Pechmann, (1859–1948), Bankier, Präsident des Evangelischen Kirchentags, Grabnr. Mauer links, 219-221
- Ludwig Petuel jun., (1870–1951), Kaufmann, Grabnr. Mauer rechts 1
- Ludwig Petuel sen., (1839–1911), Kaufmann, Grabnr. Mauer rechts 1
- Theodor von der Pfordten, (1873–1923), Jurist, Teilnehmer am Hitlerputsch 1923
- Toni Pfülf, (1877–1933), Politikerin (SPD), Grabnr. 73 (Denkmal)
- Richard Pietzsch, (1872–1960), Maler, Grabnr. 092-12-10
- Carl Theodor von Piloty, (1826–1886), Maler, Grabnr. 095-11-27/28
- Otto Piper, (1841–1921), Burgenforscher, Grabnr. 114-1-38
- Hans Pössenbacher, (1895–1979), Schauspieler, Grabnr. 250-UM-5-146
- Emil Pott, (1851–1913), Tierzuchtwissenschaftler, Grabnr. 045-7-2
- Bally Prell, (1922–1982), Volkssängerin, Grabnr. 002-3-5
- Theo Prosel, (1889–1955), Dichter, Humorist und Kabarettist, Grabnr. 132-A-13

Q
R
- Mady Rahl, (1915–2009), Schauspielerin, Grabnr. 178-U-66
- Hans Remky, (1921–2010), Augenarzt
- Emil von Riedel, (1832–1906), Jurist, Politiker, bayerischer Finanzminister, Grabnr. Mauer links, 167-268
- Hermann Rieder, (1858–1932), Internist und Radiologe, Grabnr. 076-13-5/7
- Anton Riemerschmid, (1802–1878), Gründer der ersten deutschen Handelsschule für Mädchen, Grabnr. 046-16-7/8
- Wolfgang Rödelberger, (1934–2010), Musikproduzent, Komponist, Musiker und Arrangeur
- Toby Edward Rosenthal, (1849–1917), Maler, Grabnr. 104-1-1
- Barbara Rudnik, (1958–2009), Schauspielerin
- Gerd Ruge, (1928–2021), Journalist
- Wilhelm von Rümann, (1850–1906), Bildhauer, Grabnr. ehemals in der Alten Vereins-Urnenhalle, Urne gesichert

S
- Leo Samberger, (1861–1949), Maler, Grabnr. Mauer links, 145
- Henriette von Schirach, (1913–1992), Schriftstellerin
- Manfred Schreiber, (1926–2015), Jurist, Polizeipräsident des Polizeipräsidiums München (1963 – 1983), Grabnr. Mauer links, 167-268
- Arnulf Schröder, (1903–1960), Schauspieler
- Carl-Heinz Schroth, (1902–1989), Schauspieler
- Georg Schuster-Woldan, (1864–1933), Maler und Grafiker
- Ralph Maria Siegel, (1911–1972), Komponist, Liedtexter, Musikverleger, Schriftsteller, Sänger (Tenor), Grabnr. 52
- Arnold Sommerfeld, (1868–1951), Mathematiker und theoretischer Physiker, Grabnr. Mauer rechts, 387
- Oswald Spengler, (1880–1936), Philosoph, Gymnasiallehrer, Schriftsteller, Grabnr. 125-2
- Heinz-Günter Stamm, (1907–1978), Schauspieler, Hörspiel- und Theaterregisseur
- Lotte Stein, (1894–1982), Schauspielerin
- Fedor Stepun, (1884–1965), Philosoph und Soziologe
- Felix Stieve, (1845–1898), Historiker, Grabnr. Mauer rechts, 127
- Karlheinz Summerer, (1934–2013), Pfarrer

T
- Siegbert Tarrasch, (1862–1934), Schachspieler, Theoretiker und Buchautor, Grabnr. 128
- Walter Thor, (1870–1929), Kunstmaler
- Tom Toelle, (1931–2006), Regisseur
- Hugo Troendle, (1882–1955), Künstler, Grabnr. 117-1-26
- Paul Ludwig Troost, (1878–1934), Architekt, Grabnr. 04-16-11/12

U
- August Ungerer, (1860–1921), Ingenieur und Erfinder

V
- Frederic Vester, (1925–2003), Biochemiker, Systemforscher, Umweltexperte, Autor, Grabnr. Mauer links, 101
- Udo Vioff, (1932–2018), Schauspieler
- Werner Vordtriede, (1915–1985), Literaturwissenschaftler, Übersetzer und Schriftsteller, Grabnr. Grabstätte inzwischen aufgelöst
- Robert Vorhoelzer, (1884–1954), Architekt, Grabnr. 169-A-29

W
- Kurt Weinzierl, (1931–2008), Schauspieler, Kabarettist und Regisseur
- Albert Weisgerber, (1878–1915), Maler, Grabnr. 100-A-20/21
- Konrad Weiß, (1880–1940), Dichter, Grabnr. 095-11-7
- Arnold Weiss-Rüthel, (1900–1949), Schriftsteller, Satiriker, Dramaturg
- Annemarie Wendl, (1914–2006), Schauspielerin
- Otto Wernicke, (1893–1965), Schauspieler, Grabnr. Grabstätte inzwischen aufgelöst
- Josef Wittmann, (1880–1968), Kirchenmaler, Grabnr. 129-2-0068, Grabstätte 2014 aufgelöst
- Karoline Wittmann, (1913–1978), Malerin, Grabnr. 128-2-5
- Paul Wittmann, (1900–1985), Bildhauer, Grabnr. 128-2-5
- Ewald Wollny, (1846–1901), Agrarwissenschaftler, Grabnr. 051-9-1
- Franz Wolter, (1865–1932), Maler und Kunstschriftsteller, Grabnr. 020-4-6/7

X
Y
Z
- Eduard Zimmermann, (1929–2009), Journalist und Fernsehmoderator

## Galerie

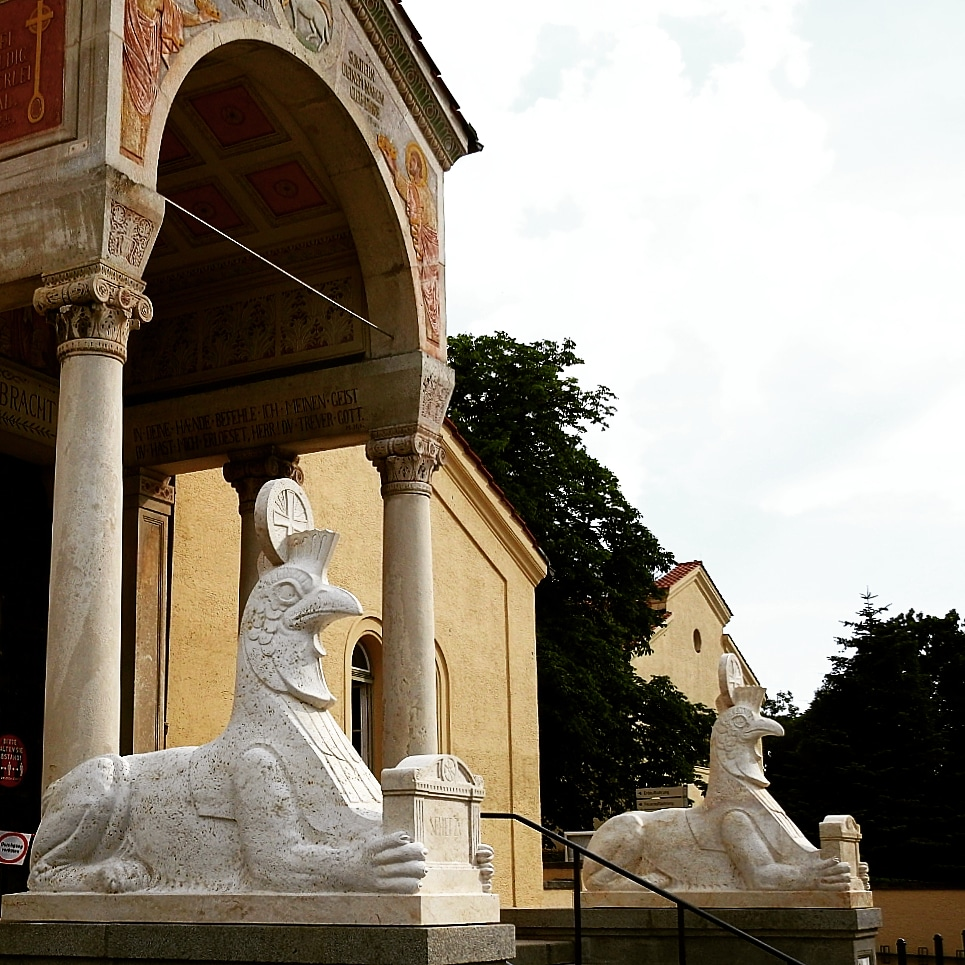
Eingang der Aussegnungshalle mit rekonstruierten Sphingen
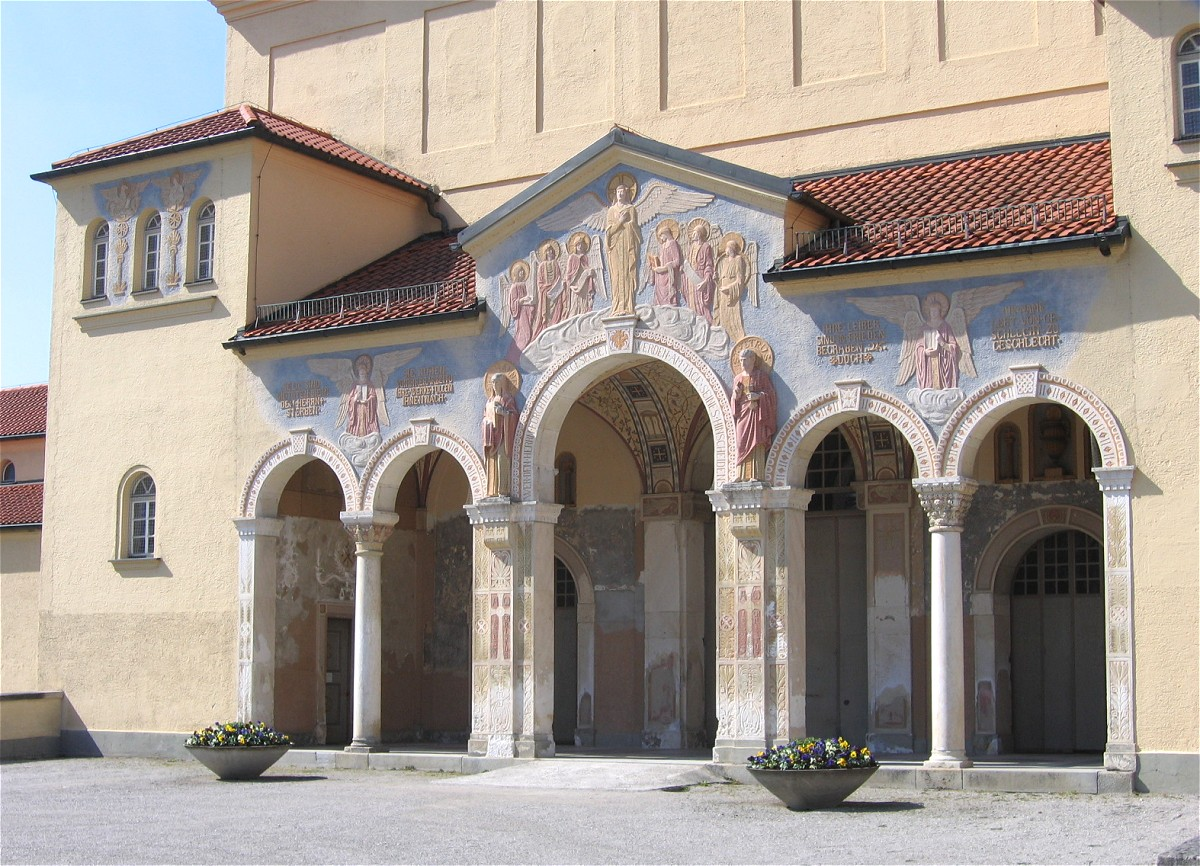
Aussegnungshalle gegen Osten, zum Friedhof gerichtet; Fresken Jugendstil, byzantinisch-frühchristlich inspiriert
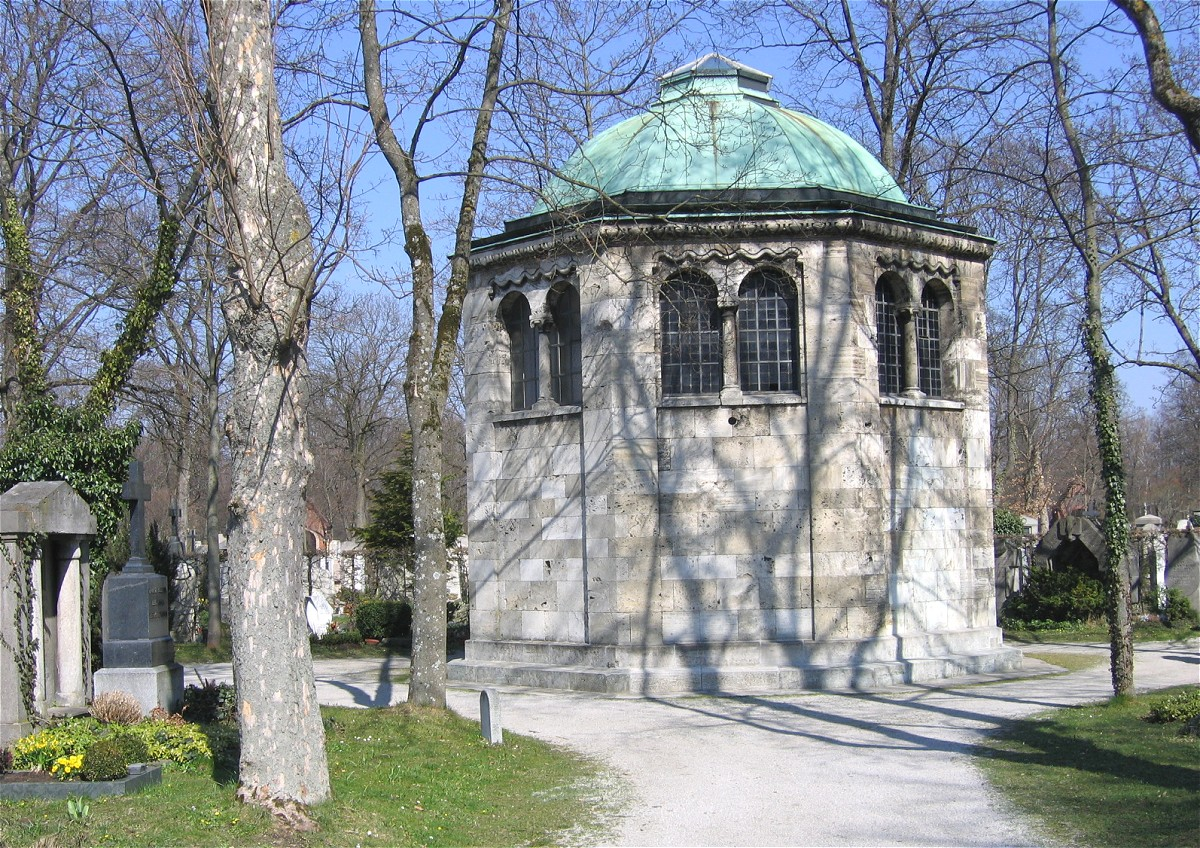
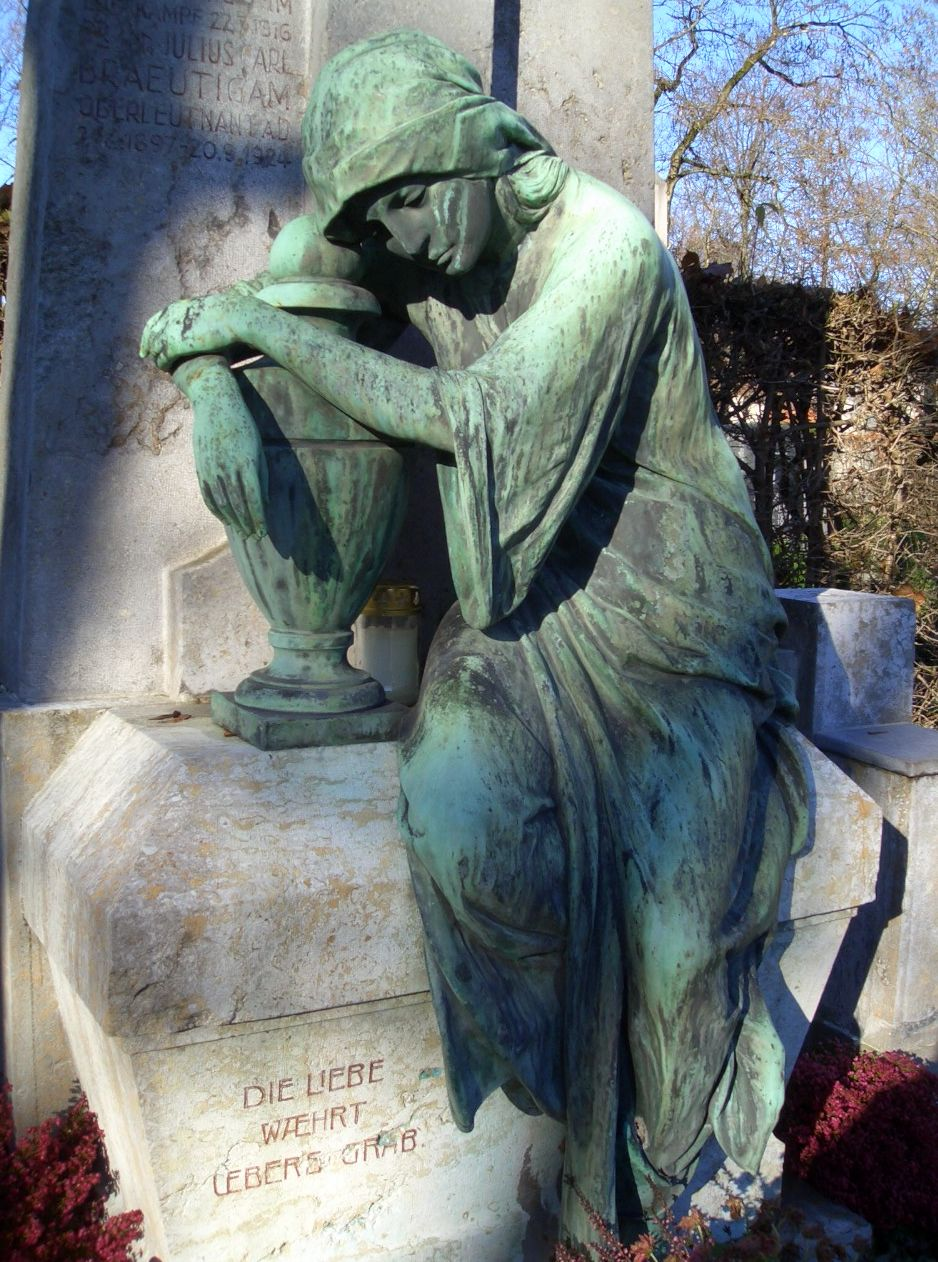
Trauernde für Grabmal Julius Braeutigam, † 1905, Galvanoplastik vom Bildhauer Fidel Binz, WMF, Geislingen
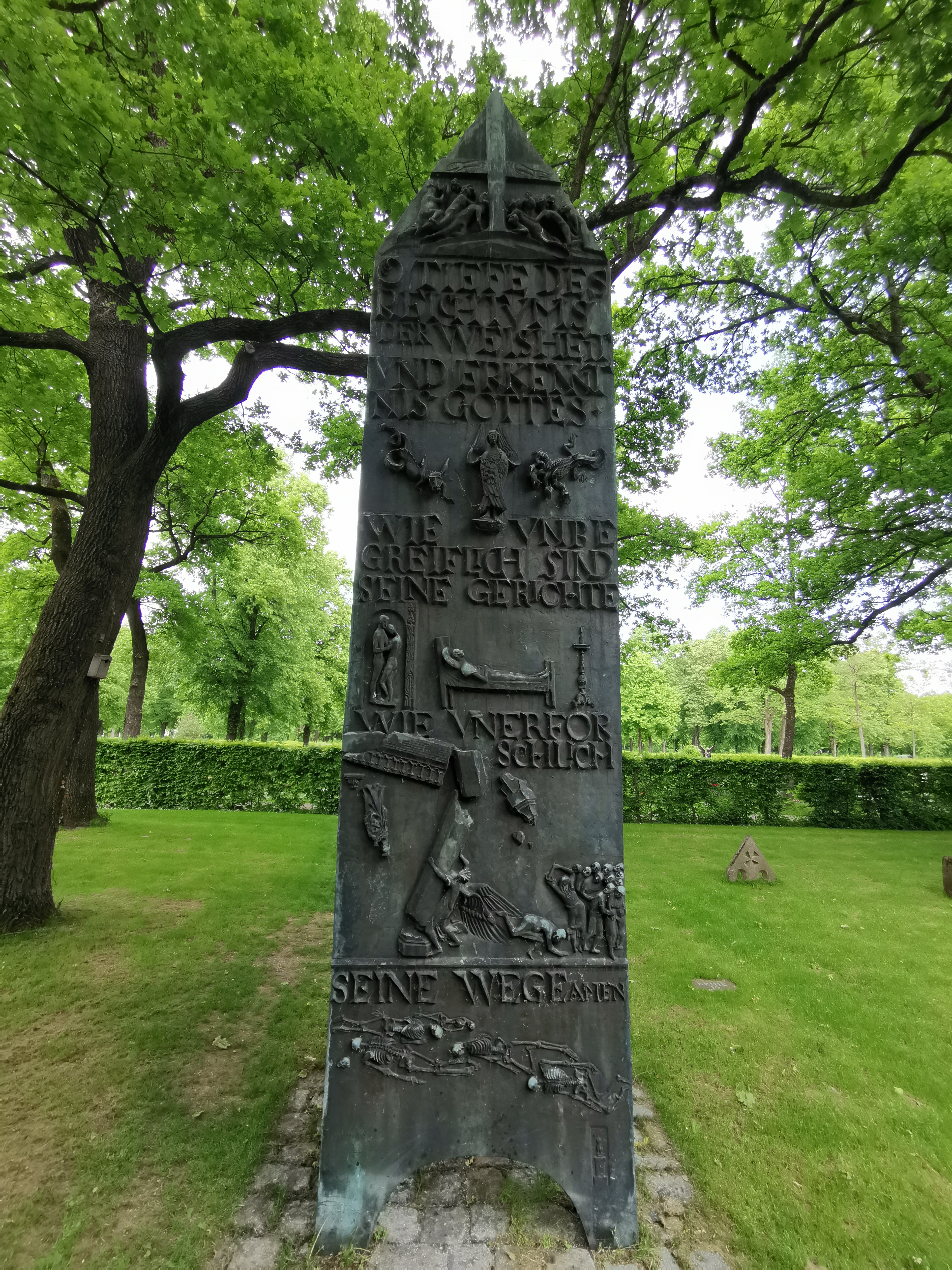
Ehrenhain für 2099 Luftkriegsopfer.
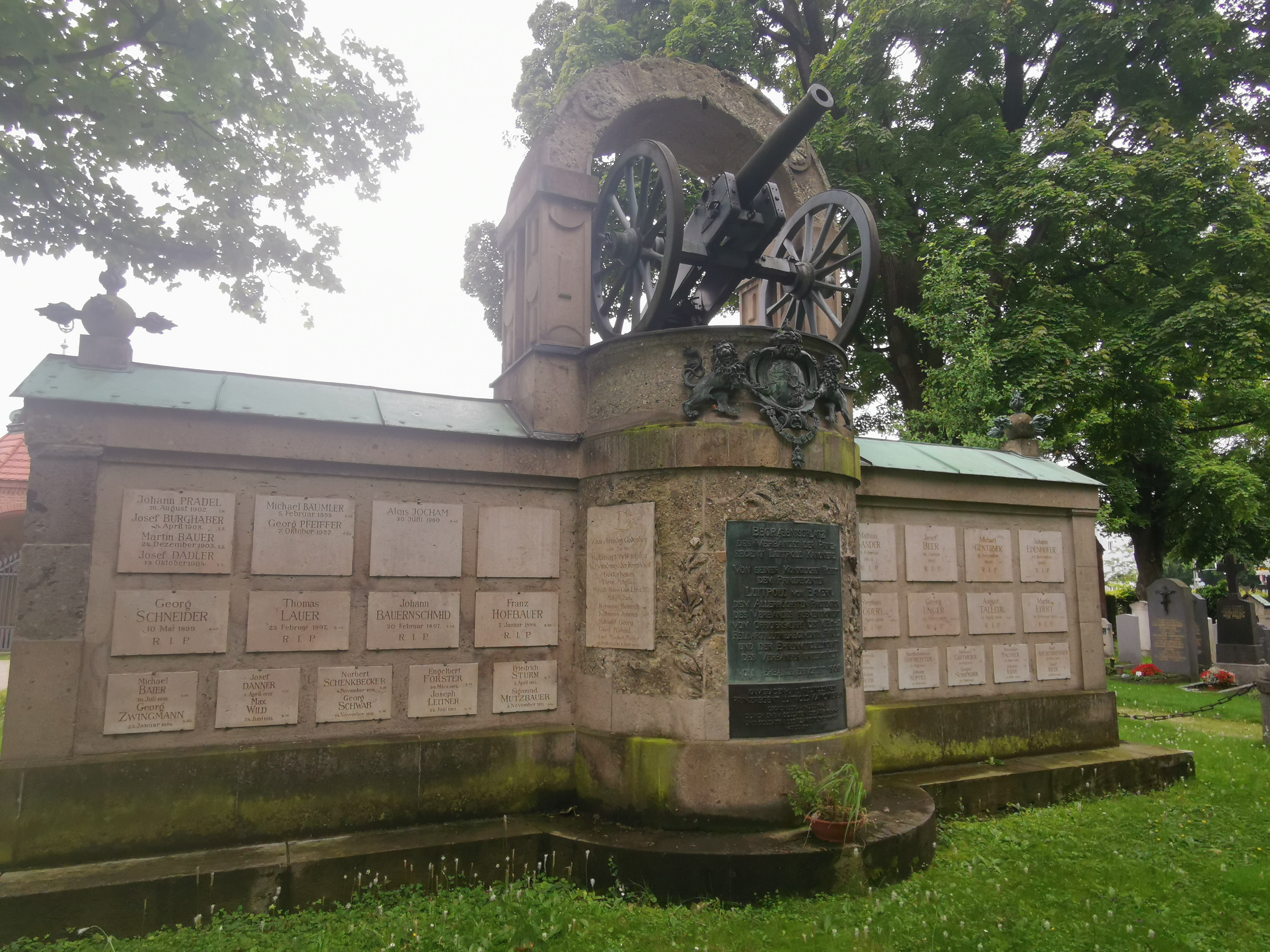
BEGRAEBNISSPLATZ PRINZ REGENT LUITPOLD KANONIERE